# ヨナの箱舟
『ヨナの箱舟』（原題：Jonah's Ark）は、イギリスのヘヴィメタル・バンド、スカイクラッドが1993年に発表した3作目のスタジオ・アルバム。

## 解説
フリーザ・ジェンキンスは、出産のため本作リリースに伴うツアーへの参加が困難となり、最終的にはバンドを脱退した。
日本盤CD (VICP-8109)は、1992年のEP『エメラルド（原題：Tracks from the Wilderness）』との2 in 1という形で発売された。また、2017年にヨーロッパで発売された本作の再発CDは、『Tracks from the Wilderness』の全内容がボーナス・ディスクとして付属した2枚組となった。
『CDジャーナル』のミニ・レビューでは「ただヘヴィなだけではなく、ヴァイオリンを効果的に使用するなど、イギリスならではのトラッドな雰囲気がいい」と評されている。

## 収録曲
特記なき楽曲は作詞：マーティン・ウォルキーア／作曲：スティーヴ・ラムゼイ。
1. シンキング・アラウド - Thinking Allowed? – 3:54
  - 作詞：マーティン・ウォルキーア／作曲：スティーヴ・ラムゼイ、デイヴ・ピュー
2. クライ・オブ・ザ・ランド - Cry of the Land – 4:24
3. シャーデンフロイデ - Schadenfreude – 4:05
4. ア・ニア・ライフ・エクスペリエンス - A Near Life Experience – 3:16
  - 作詞：マーティン・ウォルキーア／作曲：スティーヴ・ラムゼイ、デイヴ・ピュー
5. ザ・ウィッキデスト・マン・イン・ザ・ワールド - The Wickedest Man in the World – 3:57
  - 作詞：マーティン・ウォルキーア／作曲：グレアム・イングリッシュ
6. アース・マザー、ザ・サン・アンド・ザ・フュリアス・ホスト - Earth Mother, the Sun and the Furious Host – 3:16
7. ジ・イルク・オブ・ヒューマン・ブラインドネス - The Ilk of Human Blindness – 3:45
8. トンネル・ヴィジョナリーズ - Tunnel Visionaries – 0:58
  - 作詞：マーティン・ウォルキーア／作曲：デイヴ・ピュー
9. ア・ワード・トゥ・ザ・ワイズ - A Word to the Wise – 6:13
10. ビワイルダービースト - Bewilderbeast – 2:37
  - 作詞：マーティン・ウォルキーア／作曲：グレアム・イングリッシュ
11. イット・ワズント・メント・トゥ・エンド・ディス・ウェイ - It Wasn't Meant to End This Way – 3:19
  - 作詞：マーティン・ウォルキーア／作曲：グレアム・イングリッシュ

### 日本盤CDボーナス・トラック
1. エメラルド - Emerald – 3:35
  - 作詞・作曲：フィル・ライノット、スコット・ゴーハム、ブライアン・ロバートソン、ブライアン・ダウニー
  - シン・リジィのアルバム『脱獄』（1976年）収録曲のカヴァー。
2. ア・ルーム・ネクスト・ドア - A Room Next Door – 4:52
3. ホェン・オール・エルス・フェイルズ - When All Else Fails – 4:20
4. ディクラレーション・オブ・インディファレンス（ライヴ） - The Declaration of Indifference (Live) – 4:13
5. スピニング・ジェニー（ライヴ） - Spinning Jenny (Live) – 3:10
6. スカイクラッド（ライヴ） - Skyclad (Live) – 5:06

## 参加ミュージシャン
- マーティン・ウォルキーア - ボーカル
- スティーヴ・ラムゼイ - リードギター、クラシック・ギター
- デイヴ・ピュー - リードギター
- フリーザ・ジェンキンス - ヴァイオリン、マンドリン、キーボード
- グレアム・イングリッシュ - ベース、クラシック・ギター
- キース・バクスター - ドラムス、パーカッション